# Euproctis punctifera
Euproctis punctifera är en fjärilsart som beskrevs av Walker 1855. Euproctis punctifera ingår i släktet Euproctis och familjen tofsspinnare. Inga underarter finns listade i Catalogue of Life.